# تاتویین
تاتویین (به انگلیسی Tatooine) یک سیاره صحرایی در اپرای فضایی جنگ ستارگان است. این سیاره بژ رنگ است و یک سیاره دور افتاده و متروک و در مدار یک جفت ستاره دوتایی واقع شده.ساکنان آن انسان‌های مهاجر و دیگر نژادها هستند. این سیاره برای اولین بار در جنگ ستارگان محصول سال ۱۹۷۷ دیده می‌شود.
جابای د هات حاکم این سیاره از اپیزود ۱ تا ۶ جنگ ستارگان بود. بعد از مرگش یکی از درباریان او حاکمیت تاتویین رو به دست گرفت و بعد از مدتی بوبافت با شکست او در ماس اسپا حاکم تاتویین شد.
لازم به ذکر است که این سیاره محل قهرمان‌های جنگ ستارگان , لوک اسکای واکر و همچنین پدرش دارت ویدر است .

## ساکنان
- انسان ، مهاجران
- هات ، جنایتکار ها
- جاوا ، جانوران جونده ، مخرب و بازرگان و یکی از اشکال زندگی بومی در تاتوئین
- توسکن (یا مردم شن و ماسه)، عشایران درنده و انسان نما و یکی از اشکال بومی در تاتوئین

## نگارخانه

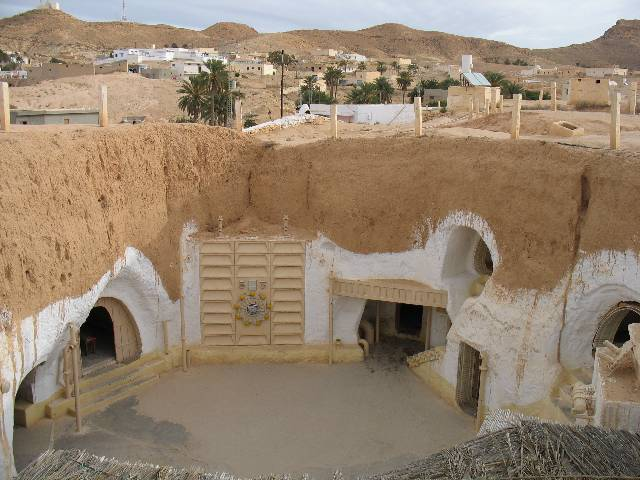
هتل دریس سیدی
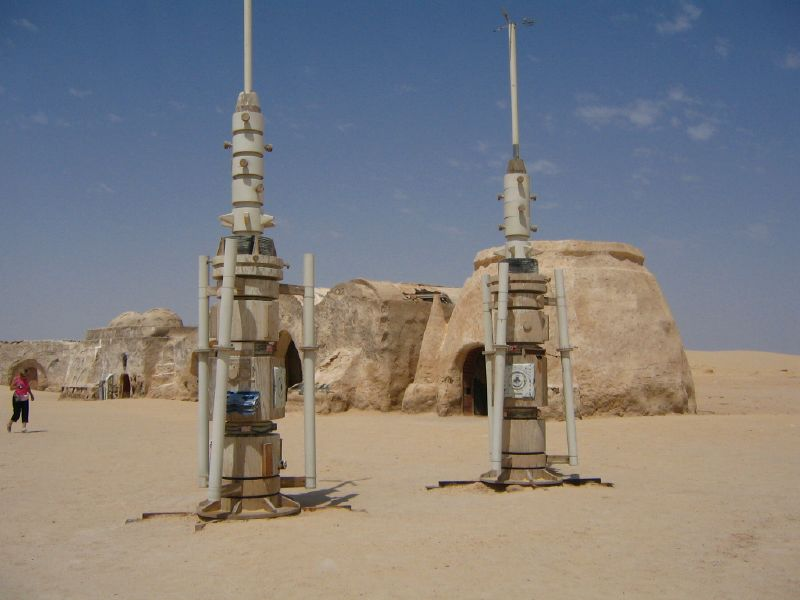
تبخیرکننده‌ها که هنوز در توزر باقی‌مانده اند
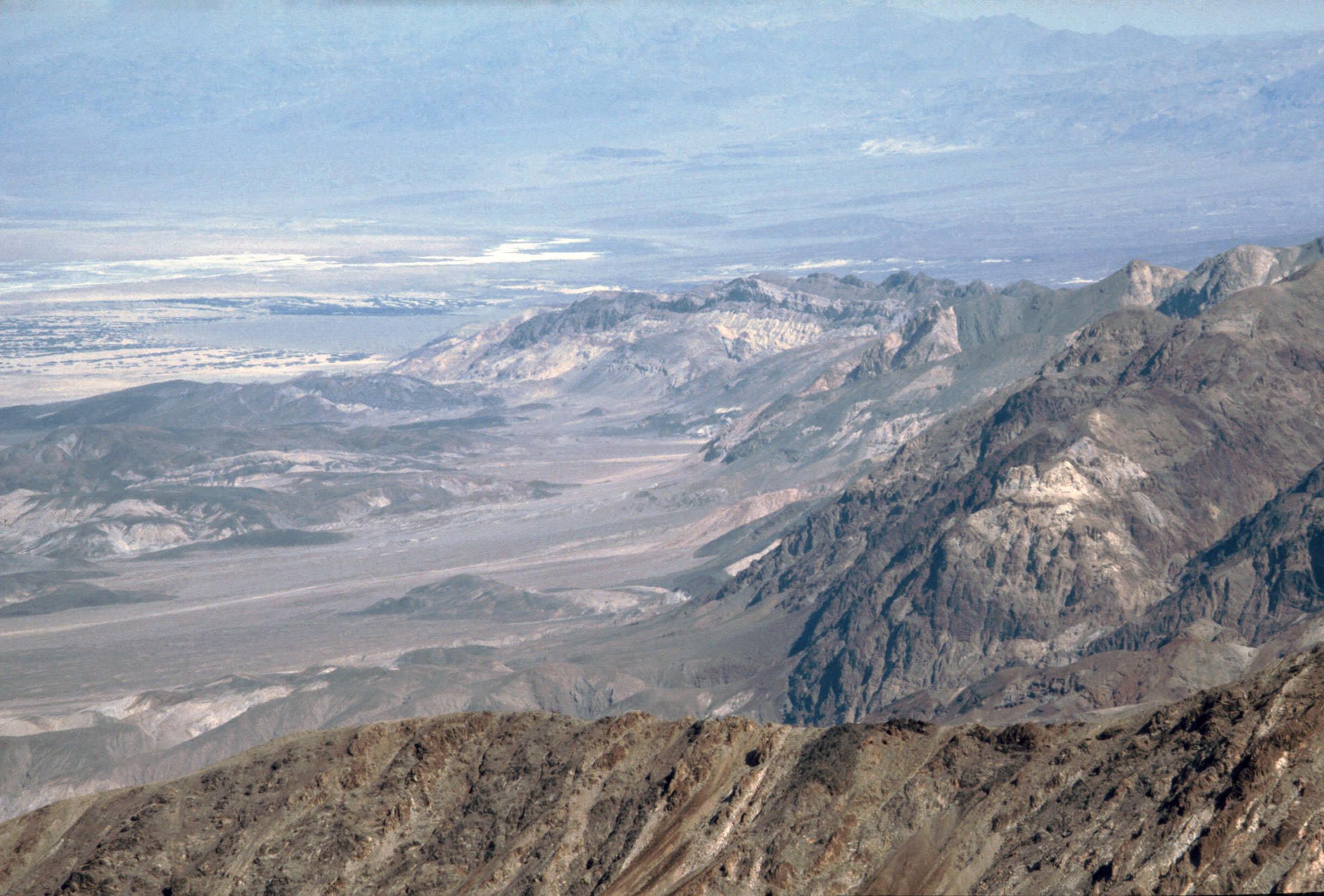
چشم انداز دانته، دره مرگ ، کالیفرنیا
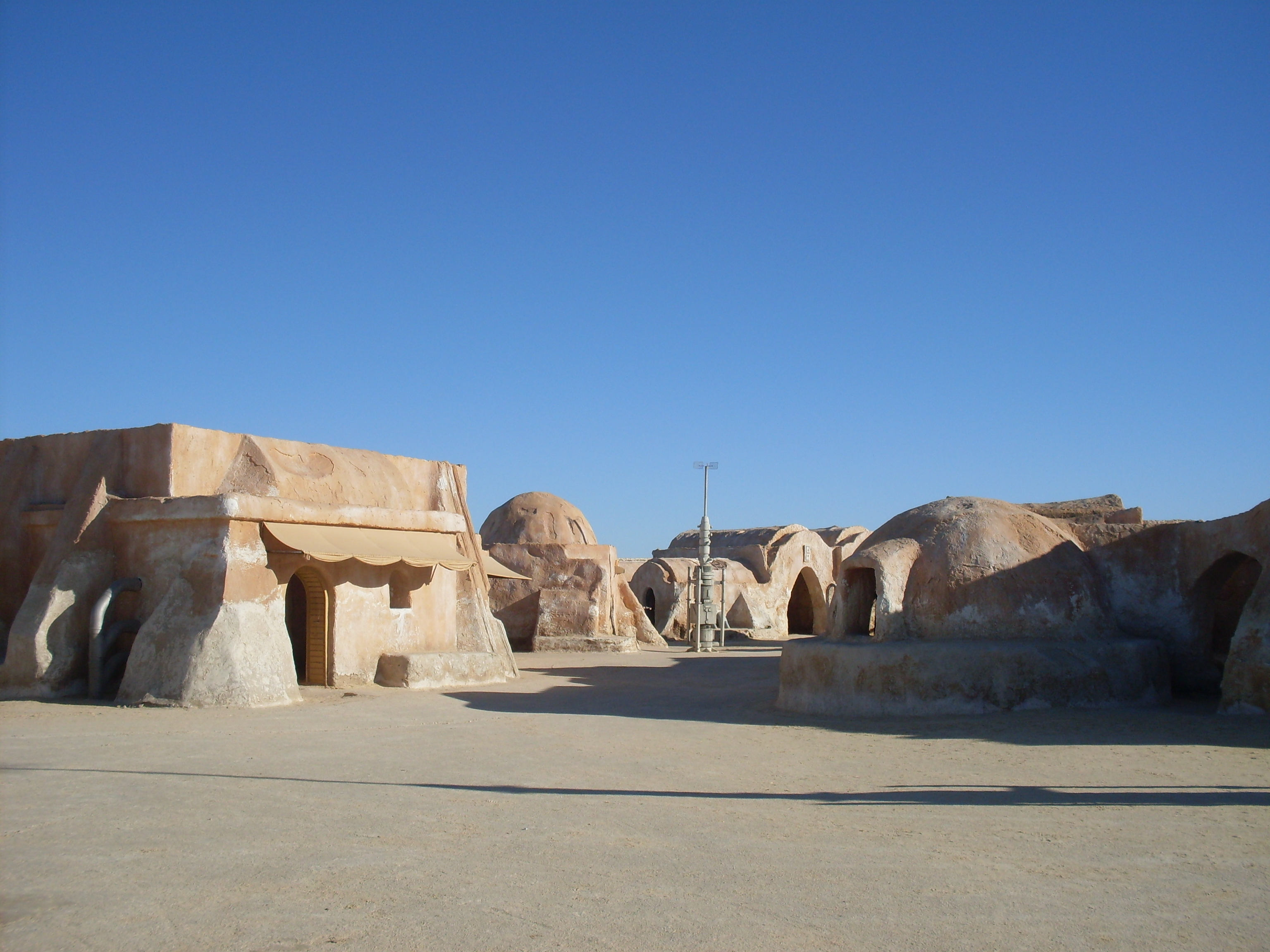
فیلمبرداری محل مسی اسپا در نزدیکی توزر